# Drevesni čmrlj
Drevesni čmrlj (znanstveno ime (Bombus hypnorum) je vrsta čmrljev, ki je razširjena po Evropi in delih Azije.

## Opis
Drevesni čmrlj ima kratek jeziček in okroglo glavo. Oprsje je običajno rdečkasto rjave barve, obstajajo pa tudi primerki s temnejše obarvanim oprsjem. Zadek je poraščen s črnimi dlačicami, konica zadka pa je bela. Delavke imajo prednji del zadka poraščen s črnimi dlačicami, troti pa imajo med črnimi dlačicami tudi rdečkasto rjave. V srednji Evropi so pogosti osebki, ki so delno obarvani rumeno. Delavke so običajno mnogo manjše od trotov, matice pa so zelo različnih velikosti.

## Razširjenost in habitat
Drevesni čmrlj poseljuje večino celinske Evrope in dele severne Azije od severne Francije do Kamčatke ter od Pirenejev do severne Evrope. Ne poseljuje sredozemskih otokov in večine južnega Balkana ter step vzhodne Evrope. Na jugo seže njegov življenjski prostor do Toskane v Italiji. 17. julija 2001 so v bližini Landforda v Wiltshiru prvič opazili drevesnega čmrlja v Veliki Britaniji, od tam pa se je vrsta razširila po južnem delu otoka, kasneje pa tudi na Škotsko. Avgusta 2008 so drevesnega čmrlja opazili tudi na Islandiji, kjer je danes stalno prisoten.
Najraje se zadržuje v bližini človeških bivališč, kjer si ustvarja precej velika nadzemna gnezda, pogosto v opuščenih ptičjih valilnicah. V naravi si gnezda ustvarjajo v drevesnih luknjah, kar je pri čmrljih redko. Ne mara oljne ogrščice, zato ga v krajih kjer je ta prisotna, ne bomo našli.
Gnezda drevesnega čmrlja so velika in lahko vključujejo do 150 delavk (po nekaterih podatkih celo do 400). Cvetni prah shranjujejo v posebnih celicah. Drevesni čmrlj je pomemben opraševalec mnogo drevesnih in drugih rastlinskih vrst.